# Doctor Strange
Doctor Stephen Strange este un supererou fictiv care apare în Cartea de benzi desenate americană publicată de Marvel Comics, creat de artistul Steve Ditko și scriitorul Stan Lee. Personajul a apărut prima dată în Strange Tales #110 (din iulie 1963). Doctorul Strange servește ca Vrăjitorul suprem, protectorul primar al Pământului împotriva amenințărilor magice și mistice. Inspirat de povestiri de magie neagră și Chandu magicianul, Strange a fost creat în timpul epocii de argint a cărților de benzi desenate pentru a aduce un alt tip de caracter și teme de misticism pentru Marvel Comics.